# Medicorophium minimum
Medicorophium minimum is een vlokreeftensoort uit de familie van de Corophiidae. De wetenschappelijke naam van de soort is voor het eerst geldig gepubliceerd in 1978 door Schiecke.